# Tāne

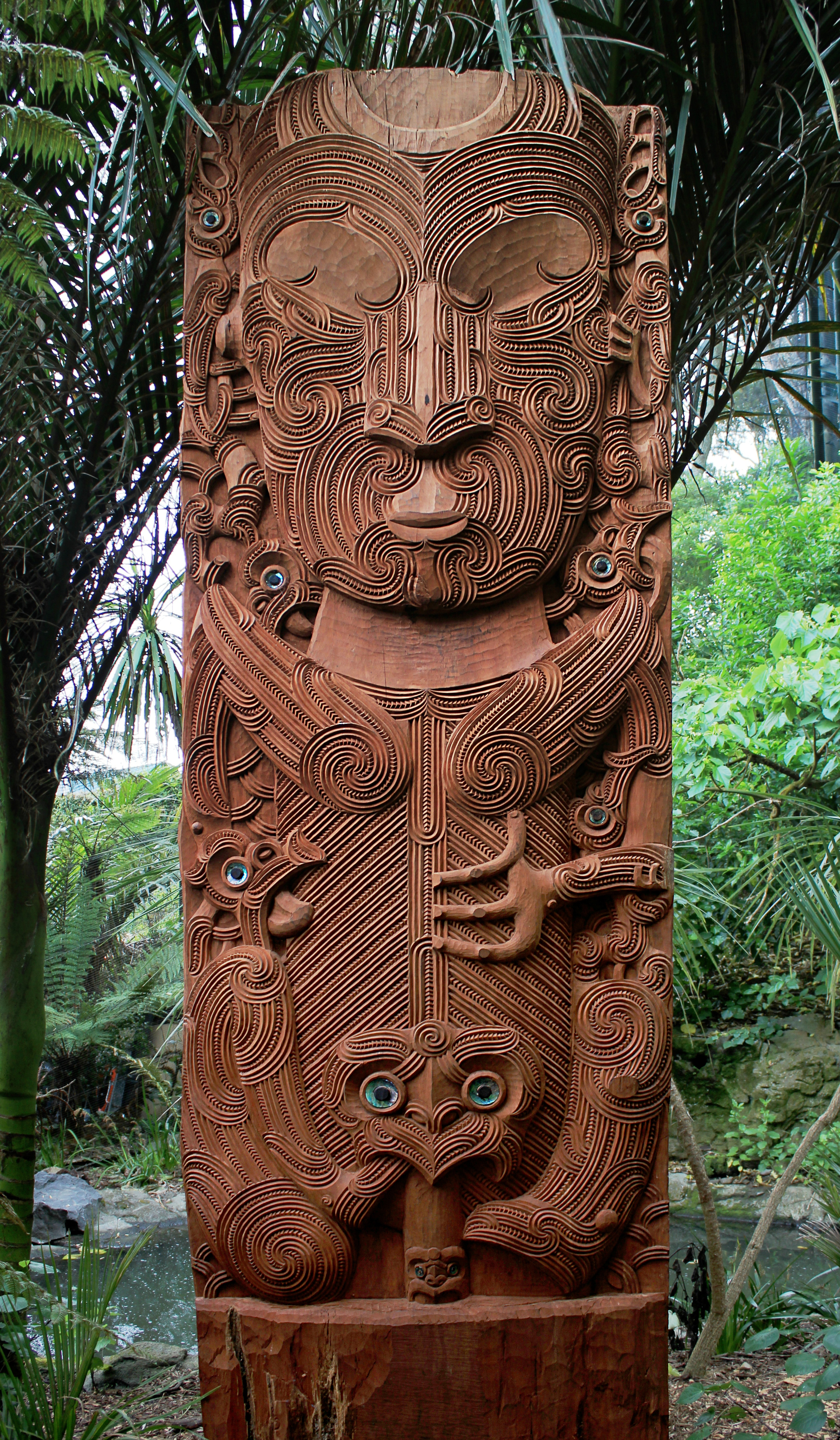
Statua del dio Tane allo Zoo di Auckland

Tāne (chiamato anche Tāne Mahuta o Tāne nui a Rangi) è il dio della foresta e degli uccelli nella mitologia maori. Sposandosi con Hishise, la prima donna, originò il popolo maori, con la creazione di Tiki.